# 大橋武夫 (政治家)
大橋武夫（日语：大橋武夫，1904年11月24日—1981年10月3日），為日本自民黨籍政治人物、律師，曾任運輸大臣、勞動大臣、警察預備隊擔當大臣、法務總裁以及眾議院議員。其岳父為濱口雄幸，次子為大橋光夫。

## 生平
1904年，大橋武夫生於父親工作的地方---京都府舞鶴市，為大日本帝國陸軍少將大橋常三郎（大橋只三郎養子）的長子，祖籍島根縣仁多郡（現奧出雲町）。先後就讀東京府立第一中學校、第一高等學校，1928年以第一名的身份畢業於東京帝国大學法学部。於高等文官試驗中合格，成功加入內務省，於終戰前曾任岡山縣警察部長。
之後歷任厚生省勞動局賃金課長、内務省土木局計畫課長、戰災復興院計畫局長及次長，1948年登記成為律師，1949年參選第24回眾議院議員總選舉島根縣全縣區補選，最後成功當選。翌年，大橋獲得提拔，加入第三次吉田第一次改造內閣，成為法務總裁。但在任期間發生二重煙突事件，大橋被人懷疑與欺詐相關，並被懷疑有收取來自足利工業的政治獻金，最後警方只起訴足利工業，沒有起訴大橋。1951年，出任警察預備隊擔當大臣。
於保守合同後，大橋在黨內的立場並不穩定，由池田派→佐藤派→福田派。直到1962年，他加入第二次池田內閣 (第二次改造)，出任勞動大臣。四年後加入第一次佐藤內閣 (第三次改造)，出任運輸大臣。1975年，大橋獲勳為勲一等旭日大綬章，一年後尋求第十一次連任眾議院島根縣議員，唯最後失敗，失敗後宣佈退出政界。
晚年他信奉日蓮宗，並且愛玩圍棋。1981年10月3日病逝，終年七十六歲，死後獲追封為正三位。

## 家族
大橋的妻子是岳父、前內閣總理大臣濱口雄幸的女兒富士，兩人育有兩名兒子，長子是前任大藏大臣大橋宗夫，次子則是企業家、昭和電工現最高顧問（同社前社長、會長）大橋光夫。而長媳婦為前昭和電工會長安西正夫長女千世，二媳婦為前富士銀行頭取岩佐凱實的女兒。